# سابکوملین
سابکوملین (انگلیسی: Sabcomeline) (Memric; SB-202,026) یک آگونیست جزئی گیرنده M1 انتخابی است که برای درمان بیماری آلزایمر در دست توسعه بود. پیش از اینکه به دلیل نتایج ضعیف متوقف شود، به فاز III آزمایش بالینی رسیده بود.